# Otto Rippert

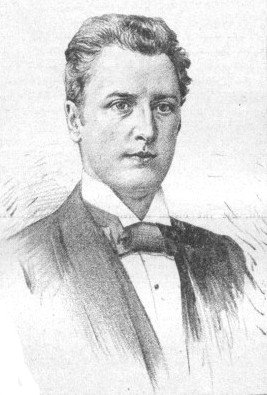
Otto Rippert (von Jan Vilímek, 1896)

Johann Karl Georg Otto Rippert (* 22. Oktober 1869 in Offenbach am Main; † 18. Januar 1940 in Berlin)  war ein deutscher Theaterschauspieler und Filmregisseur und ein Pionier des deutschen Stummfilms.

## Leben
Rippert debütierte 1889 in Meißen. Er arbeitete an Theatern in Eisleben (1892), Riga (1893) und München (1894), wo er 1898 erstmals Regie führte. 1899 war er in London tätig, danach in Nürnberg und 1906 in Baden-Baden. 1907 wurde er Theaterdirektor in Forst, anschließend künstlerischer Leiter und Regisseur am Stadttheater Bamberg.
1906 inszenierte er in Baden-Baden seinen ersten Film für die französische Gesellschaft Gaumont. 1911 ging Rippert nach Berlin. Erst 1912 kam er wieder mit dem Film in Berührung, als er in dem Titanic-Film In Nacht und Eis als Darsteller mitwirkte. Im selben Jahr begann auch seine Regiekarriere beim Film. In den 1910er Jahren gehörte Rippert zu den produktivsten deutschen Regisseuren.
Seine größten Leistungen für den frühen deutschen Film sind die sechsteilige Serie über den künstlichen Menschen Homunculus von 1916 und der historische Monumentalfilm Die Pest in Florenz (1919), für den Fritz Lang das Drehbuch schrieb. Lang war 1919 noch bei zwei weiteren Filmen als Szenarist für Rippert beschäftigt.
Um 1925 ging Rippert als Theaterregisseur nach Breslau, anschließend nach München. Ab Ende der 1920er Jahre bis 1939 arbeitete er als Ton-Schnittmeister. Heute ist sein Werk nahezu in Vergessenheit geraten.

## Filme
- 1912: In Nacht und Eis (Darsteller)
- 1912: Die fremde Legion
- 1912: Gelbstern
- 1913: Die Musterkollektion
- 1913: Zwischen Himmel und Erde
- 1913: Nach dem Tode
- 1913: Scheingold
- 1913: Surry, der Steher
- 1913: Wie die Blätter …
- 1913: Zerstreute Ideale
- 1915: Mädels ran an die Front!
- 1915: Die Schicksalsstunde auf Schloß Svaneskjöld
- 1915: Wenn die Frau kocht
- 1916: BZ-Maxe & Co (auch Drehbuch)
- 1916: Der grüne Mann von Amsterdam (auch Drehbuch)
- 1916: Homunculus (sechs Teile)
- 1916: Komtesse Hella
- 1916: Lumpenliesel (Drehbuch, Regie: Hans Oberländer)
- 1916: Das letzte Spiel
- 1916: Die Stricknadeln
- 1916: Der Tod des Erasmus
- 1917: Das Buch des Lasters
- 1917: Komtesse Hanne
- 1917: Die Königstochter von Travankore
- 1917: Die Tochter der Gräfin Stachowska
- 1917: Die Fremde
- 1917: Friedrich Werders Sendung
- 1917: Der Schwur der Renate Rabenau
- 1917: Die gute Partie
- 1917: Das Mädel von nebenan
- 1917: Die Sündenkette
- 1917: Und wenn ich lieb', nimm Dich in acht…!
- 1917: Wenn die Lawinen stürzen
- 1917: Wer küßt mich?
- 1918: Arme Lena
- 1918: Baroneßchen auf Strafurlaub
- 1918: Die Frauen des Josias Graffenreuth
- 1918: Das Glück der Frau Beate
- 1918: Die gute Partie
- 1918: Hanne und ihre sieben Freier
- 1918: Das verwunschene Schloß
- 1918: Heide-Gretel
- 1918: Inge
- 1918: Die Krone des Lebens
- 1918: Der Weg, der zur Verdammnis führt
- 1919: Der Weg, der zur Verdammnis führt, 2. Teil. Hyänen der Lust
- 1919: Marinetten des Hasses
- 1919: Totentanz
- 1919: Die Pest in Florenz
- 1919: Der Schatten einer Stunde
- 1919: Die Frau mit den Orchideen
- 1920: Der Menschheit Anwalt
- 1920: Gräfin Walewska
- 1920: Wie Satan starb
- 1922: Tingeltangel
- 1923: Der Hof ohne Lachen
- 1923: Die brennende Kugel
- 1924: So ist das Leben
- 1924: Winterstürme
- 1925: Die Tragödie zweier Menschen